# العلاقات الطاجيكستانية الموريتانية
العلاقات الطاجيكستانية الموريتانية هي العلاقات الثنائية التي تجمع بين طاجيكستان وموريتانيا.

## مقارنة بين البلدين
هذه مقارنة عامة ومرجعية للدولتين:
| وجه المقارنة                                              | طاجيكستان                          | موريتانيا                 |
| --------------------------------------------------------- | ---------------------------------- | ------------------------- |
| المساحة (كم2)                                             | 143.10 ألف                         | 1.03 مليون                |
| عدد السكان (نسمة)                                         | 8.92 مليون                         | 4.42 مليون                |
| الكثافة السكانية (ن./كم²)                                 | 62.33                              | 4.29                      |
| العاصمة                                                   | دوشنبه                             | نواكشوط                   |
| اللغة الرسمية                                             | اللغة الطاجيكية                    | اللغة العربية، لغة فرنسية |
| العملة                                                    | ساماني طاجيكي، الروبل الطاجيكستاني | أوقية موريتانية، أوقية ‏   |
| الناتج المحلي الإجمالي (بليون دولار)                      | 7.15 مليار                         | 5.02 مليار                |
| الناتج المحلي الإجمالي (تعادل القوة الشرائية) بليون دولار | 24.03 مليار                        |                           |
| الناتج المحلي الإجمالي الاسمي للفرد دولار أمريكي          | 925                                |                           |
| الناتج المحلي الإجمالي للفرد دولار أمريكي                 | 2.69 ألف                           | 3.91 ألف                  |
| مؤشر التنمية البشرية                                      | 0.624                              | 0.506                     |
| رمز المكالمات الدولي                                      | +992                               | +222                      |
| رمز الإنترنت                                              | .tj                                | .mr                       |
| المنطقة الزمنية                                           | ت ع م+05:00                        | 00                        |

## منظمات دولية مشتركة
يشترك البلدان في عضوية مجموعة من المنظمات الدولية، منها:
| علم المنظمة | اسم المنظمة                        | تاريخ انضمام طاجيكستان | تاريخ انضمام موريتانيا |
| ----------- | ---------------------------------- | ---------------------- | ---------------------- |
|             | مؤسسة التنمية الدولية              | 4 يونيو 1993           | 10 سبتمبر 1963         |
|             | مؤسسة التمويل الدولية              | 2 ديسمبر 1994          | 29 ديسمبر 1967         |
|             | منظمة حظر الأسلحة الكيميائية       | ?                      | ?                      |
|             | الأمم المتحدة                      | 2 مارس 1992            | 27 أكتوبر 1961         |
|             | الاتحاد الدولي للاتصالات           | 28 أبريل 1994          | 18 أبريل 1962          |
|             | منظمة التعاون الإسلامي             | ?                      | ?                      |
|             | منظمة الشرطة الجنائية الدولية      | ?                      | ?                      |
|             | الاتحاد البريدي العالمي            | ?                      | ?                      |
|             | البنك الدولي للإنشاء والتعمير      | 4 يونيو 1993           | 10 سبتمبر 1963         |
|             | وكالة ضمان الاستثمار متعدد الأطراف | 9 ديسمبر 2002          | 8 سبتمبر 1992          |
|             | يونسكو                             | 6 أبريل 1993           | 10 يناير 1962          |